# ニンゲンBOX〜プレミア!新種バカ図鑑〜
『ニンゲンBOX～プレミア!新種バカ図鑑～』（ニンゲンボックス プレミア!しんしゅバカずかん）は、2006年3月にフジテレビ系列で放送された番組。フジテレビでは、2006年3月28日0:35から1時間放送された。『100人目のバカ』の続編にあたる。

## 概要
日本中の愛すべき人達を紹介する番組。100人目のバカシリーズでお馴染みの存在だったバカトップ3の中沢健・伊藤博樹・ますだまつり、森下晴夫やヒャクレンジャー等の近況やいいのまちUFOふれあい館（福島市飯野町青木）などが紹介された。

## 出演者
- 関根勤
- 倉田真由美
- YOU
- 斉藤舞子（フジテレビアナウンサー）

レポーター
- ビビる大木
- 戸部洋子（フジテレビアナウンサー）

ナレーション
- 吉田伸男（当時 フジテレビアナウンサー）

## スタッフ
- 構成：渡辺健久、根垣寿美
- 音効：岡戸久幸（SPOT）
- ＴＤ：岩崎真澄（…from r）
- ＣＡＭ：山下義人（…from r）
- ＶＥ：石井博文（…from r）
- ＥＥＤ：高野毅（ヌーベルPC）、石井謙作
- ＭＡ：寺本征弘
- ヘアメイク：目崎陽子（SUGAR）
- ロケ協力：GEISAI実行委員会
- 協力：浅井企画
- リサーチ：フリード、100バカ制作委員会
- スタジオ協力：Tri-1スタジオ
- 編成：渋谷謙太郎（フジテレビ）
- ＡＤ：今井貴公
- ディレクター：安達敏春、鈴木博久、安藤茂寛
- 演出：三澤隆之
- プロデューサー：柴田明廣、大槻泰輔
- 制作協力：サラダボウル
- 制作著作：フジテレビ